# 加藤賢司
加藤 賢司（かとう けんじ、1878年1月10日 - 1944年3月15日）は、日本の政治家。衆議院議員（1期）。

## 経歴
岐阜県本巣郡、後の生津村出身。1901年、日本法律学校(現・日本大学)卒、同専攻科で学ぶ。日露戦争に従軍して、陸軍歩兵中尉となる。帰郷後は営農する。岐阜県議、同参事会員、同第37代議長（1927年12月1日から1928年12月4日まで）、生津村議、同村長、本巣郡農会長、岐阜県山林会評議員、地方森林会議員、郡林業協会副会長、県農会議員となる。治水事業に取り組んだ。
1936年の第19回衆議院議員総選挙において岐阜2区(当時)から立憲政友会公認で立候補して当選する。衆議院議員を1期務め、1937年の第20回衆議院議員総選挙で落選した。1944年死去。